# Divizia A 1921-22
A temporada 1921-22 é a 10ª edição da Divizia A que começou em 1921 e terminou em 1922. O Chinezul Timişoara foi o campeão vencendo na final o Victoria Cluj, conquistando pela 1ª vez o título nacional.

## Equipes Participantes
| Região       | Equipe                    |
| ------------ | ------------------------- |
| Arad         | AMEF Arad                 |
| Bucareste    | Tricolor Bucureşti        |
| Braşov-Sibiu | Societatea Sportivă Sibiu |
| Cernăuţi     | Polonia Cernăuţi          |
| Cluj         | Victoria Cluj             |
| Oradea       | Stăruinţa Oradea          |
| Timişoara    | Chinezul Timişoara        |

## Fase final

### Quartas-de-finais
| Time 1             | Res. | Time 2                    |
| ------------------ | ---- | ------------------------- |
| Polonia Cernăuţi   | 0-1  | Tricolor Bucureşti        |
| Chinezul Timişoara | w/o  | Societatea Sportivă Sibiu |
| Victoria Cluj      | 0-2  | Stăruinţa Oradea          |

- A equipe do Societatea Sportivă Sibiu foi eliminado por W.O. por não ter comparecido a partida.

### Semi-finais
| Time 1             | Res. | Time 2             |
| ------------------ | ---- | ------------------ |
| Chinezul Timişoara | 2-1  | AMEF Arad          |
| Victoria Cluj      | w/o  | Tricolor Bucureşti |

- A equipe do Tricolor Bucureşti foi eliminado por W.O. por não ter comparecido a partida.

### Final
| Time 1             | Res. | Time 2        |
| ------------------ | ---- | ------------- |
| Chinezul Timişoara | 5-1  | Victoria Cluj |

## Campeão
| Divizia A 1921-22              |
| ------------------------------ |
| Chinezul Timişoara (1º título) |